# Jan Nevermann
Jan Nevermann (* 9. Juli 1935; † 10. Juni 2018 in Pinneberg) war ein deutscher Politiker der SPD und Bürgermeister von Pinneberg.

## Leben
Nevermann, Sohn des Hamburger Bürgermeisters Paul Nevermann und Bruder von Anke Fuchs und Knut Nevermann, trat im Jahr 1956 in die SPD ein und saß ab 1962 in der Ratsversammlung der Stadt Pinneberg. Er brachte sich insbesondere in den Themenbereichen Finanzen und Wirtschaft ein. In den Jahren 1966 bis 1970 fungierte er als Vorsitzender des Ratsausschusses für die Stadtwerke und die Feuerwehr, in den Jahren 1970 und 1971 sowie von 1974 bis 1978 leitete Nevermann den Finanzausschuss. Im Jahr 1986 trat er das Amt des Bürgervorstehers an, welches er bis 1990 ausübte. Von Juni 1990 bis Juni 1996 war er Pinneberger Bürgermeister.
Ab dem Jahr 2002 engagierte sich Nevermann in der Bürgerinitiative „Pinosaurier“, die sich vor allem für sozial benachteiligte Kinder einsetzte.
Jan Nevermann starb nach langer Krankheit in Pinneberg.